# Alexandre II d'Alexandrie (Copte)
Pour les articles homonymes, voir Alexandre II.
Alexandre II d'Alexandrie est un  patriarche copte d'Alexandrie de 704 à 729

## Contexte
Après les trois années de vacance du patriarcat qui suivent le décès de Simon Ier, Alexandre II occupe le siège du 25 avril 704 au 1er février 729.